# XXI Congresso del Partito Comunista dell'Unione Sovietica
Il XXI Congresso del Partito Comunista dell'Unione Sovietica (PCUS) si svolse dal 27 gennaio al 5 febbraio 1959 a Mosca.

## I lavori
Al Congresso presero parte 1.375 delegati, di cui 1.269 con voto deliberativo e 106 con voto consultivo.